# جذارة (بعدان)

تعديل مصدري - تعديل

جذارة محلة تابعة لقرية بلسان، التابعة لعزلة دلال بمديرية بعدان إحدى مديريات محافظة إب في الجمهورية اليمنية، بلغ تعداد سكانها 26 حسب تعداد اليمن لعام 2004.